# Tunel Svrčinovec
Tunel Svrčinovec je dálniční jednorourový tunel s délkou 420 metrů, který se nachází na slovenské dálnici D3 v úseku Svrčinovec – Skalité – statní hranice Slovensko/Polsko. Smlouva o výstavbu díla byla uzavřena 28. června 2013, samotná výstavba byla oficiálně spuštěna 30. října 2013 slavnostním položením základního kamene.
S ražbou tunelu se oficiálně začalo osazením sošky sv. Barbory u západního portálu 30. října 2014. Tunel byl slavnostně proražen 23. června 2015 a 10. června 2017 byl předán do užívání v polovičním profilu.
Zhotovitelem bylo konsorcium firem Váhostav – SK, Doprastav, Strabag a Metrostav SK. Na ražení se podílela také společnost OHL ŽS Brno. Projekt byl spolufinancován z programu TEN-T Evropské unie.